# Jali (Architektur)

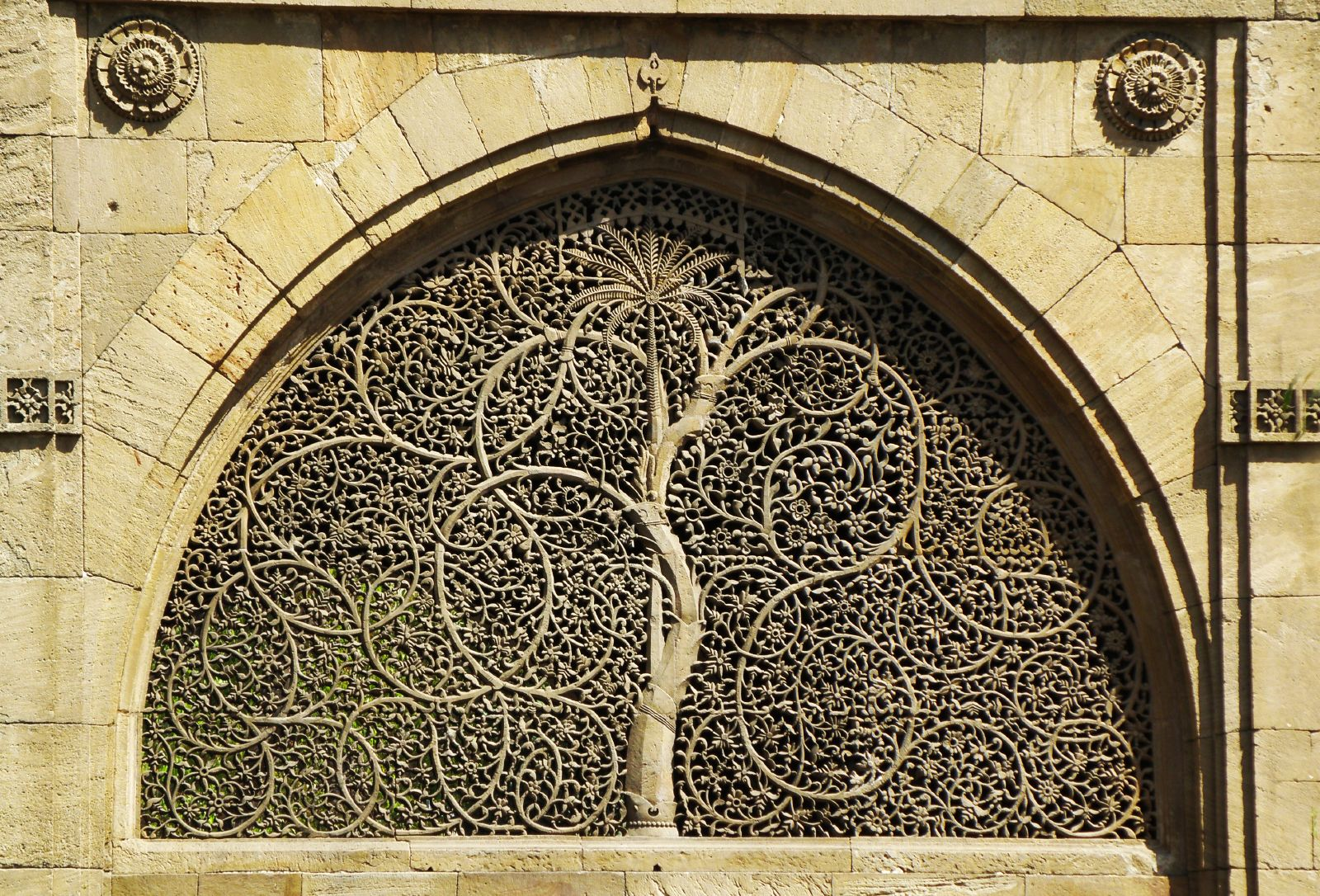
Jali aus Sandstein in einer der fünf Lünetten in der Westwand der Sidi-Saiyad-Moschee aus dem 16. Jahrhundert in Ahmedabad. Die Moschee ist wegen der seltenen vegetabilen Formen zweier Jalis berühmt. Der Erbauer Sidi Saiyad stammte von schwarzafrikanischen Sklaven ab, die ungefähr seit dem 12. Jahrhundert von arabischen Sklavenhändlern nach Indien gebracht wurden und deren Nachkommen als kleine, Sidis genannte Minderheit in Gujarat leben.

Jali (von Sanskrit जाल jāla ‚Netz‘, ‚Gitter‘) ist in der indischen Architektur ein den Raum begrenzendes oder teilendes senkrechtes Bauelement mit einer durchbrochenen, gitterartigen Struktur.
Jalis fungieren als Fenster, Fensterladen, Balkonbrüstung oder Raumteiler und bestehen, in etwa dem gotischen Maßwerk vergleichbar, häufig aus fein gearbeiteten geometrischen Ornamenten oder aus floralen Motiven, die in bewegten, gerundeten Formen Bäume oder Blumen zeigen. Sie können aus Gesteinen wie Marmor und Sandstein, Holz und – seltener – aus Ziegeln oder Zement hergestellt sein.

## Entwicklung und Funktion

### Indische Tempel

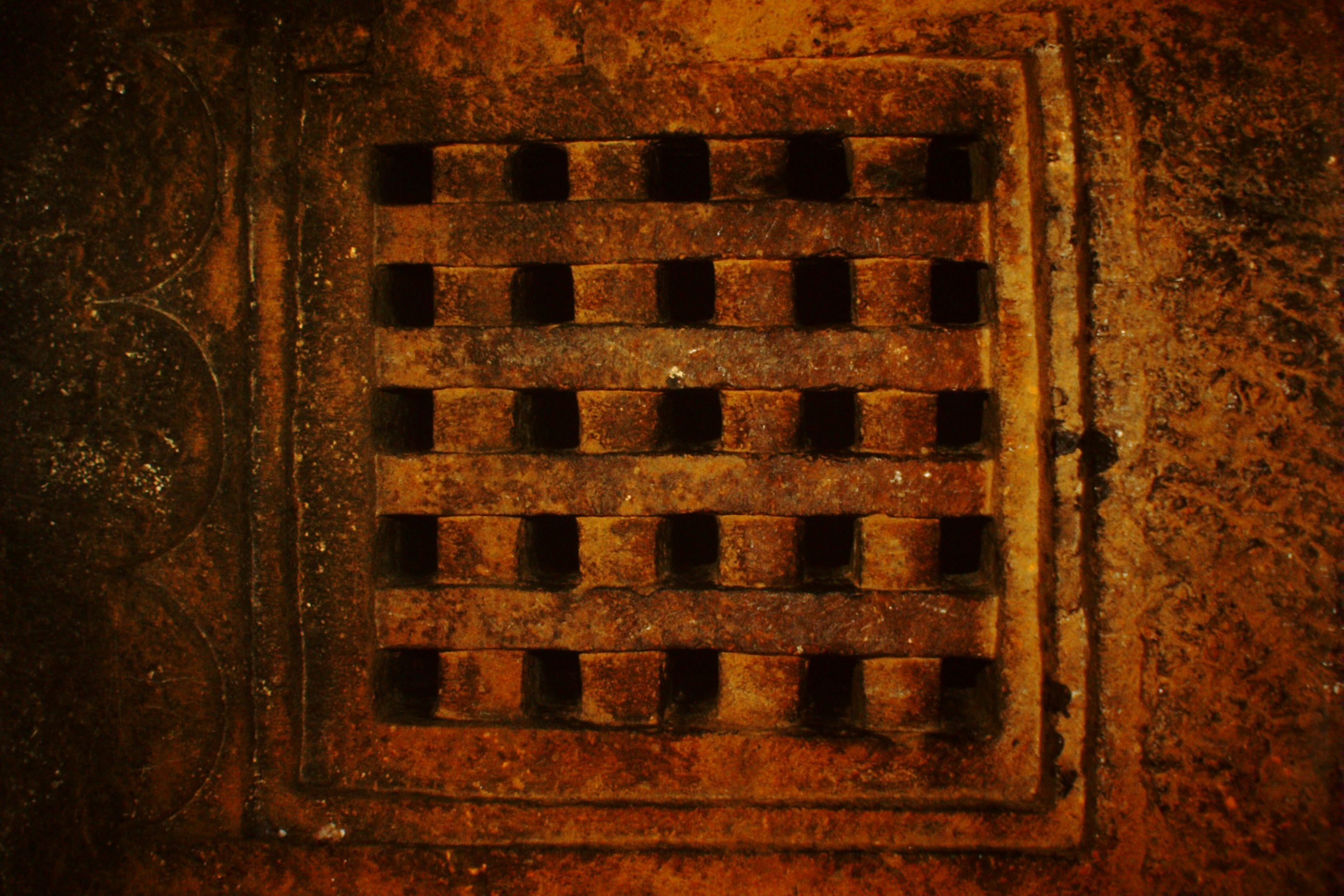
Steingitterfenster, dem hölzerne Vorbilder anzumerken sind, Bhaja, Höhle 18, aus dem 2. Jahrhundert v. Chr., Gestaltung des Fensters möglicherweise später; zwei ähnliche Fenster finden sich in der Höhle 5 der Mahakali-Höhlen bei Mumbai.

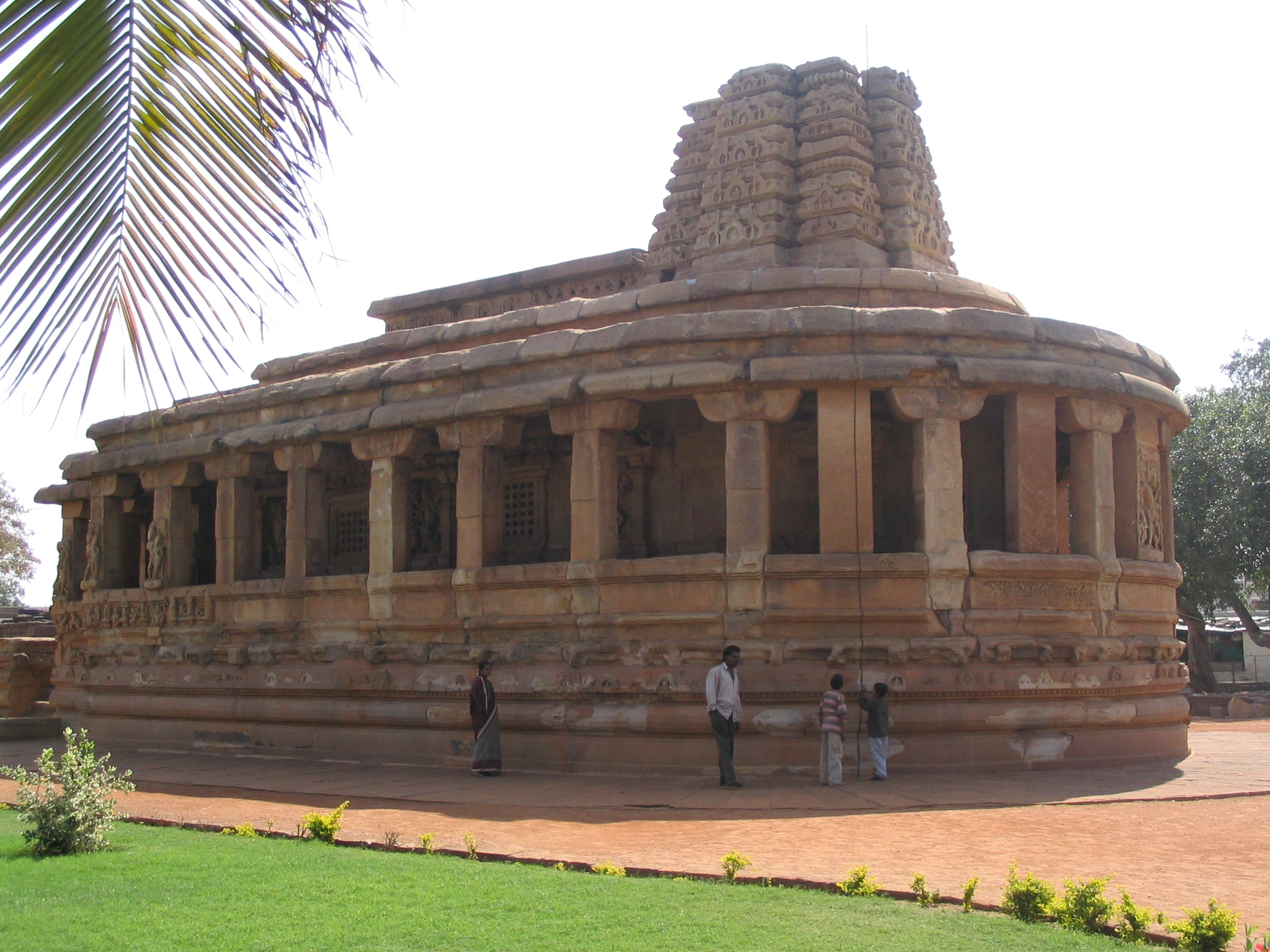
Durga-Tempel in Aihole, einfache Jalis in der Vorhalle (mandapa). Die ungewöhnliche Rundform ist von einem buddhistischen Höhlentempel (chaitya) abgeleitet, Anfang 8. Jahrhundert.

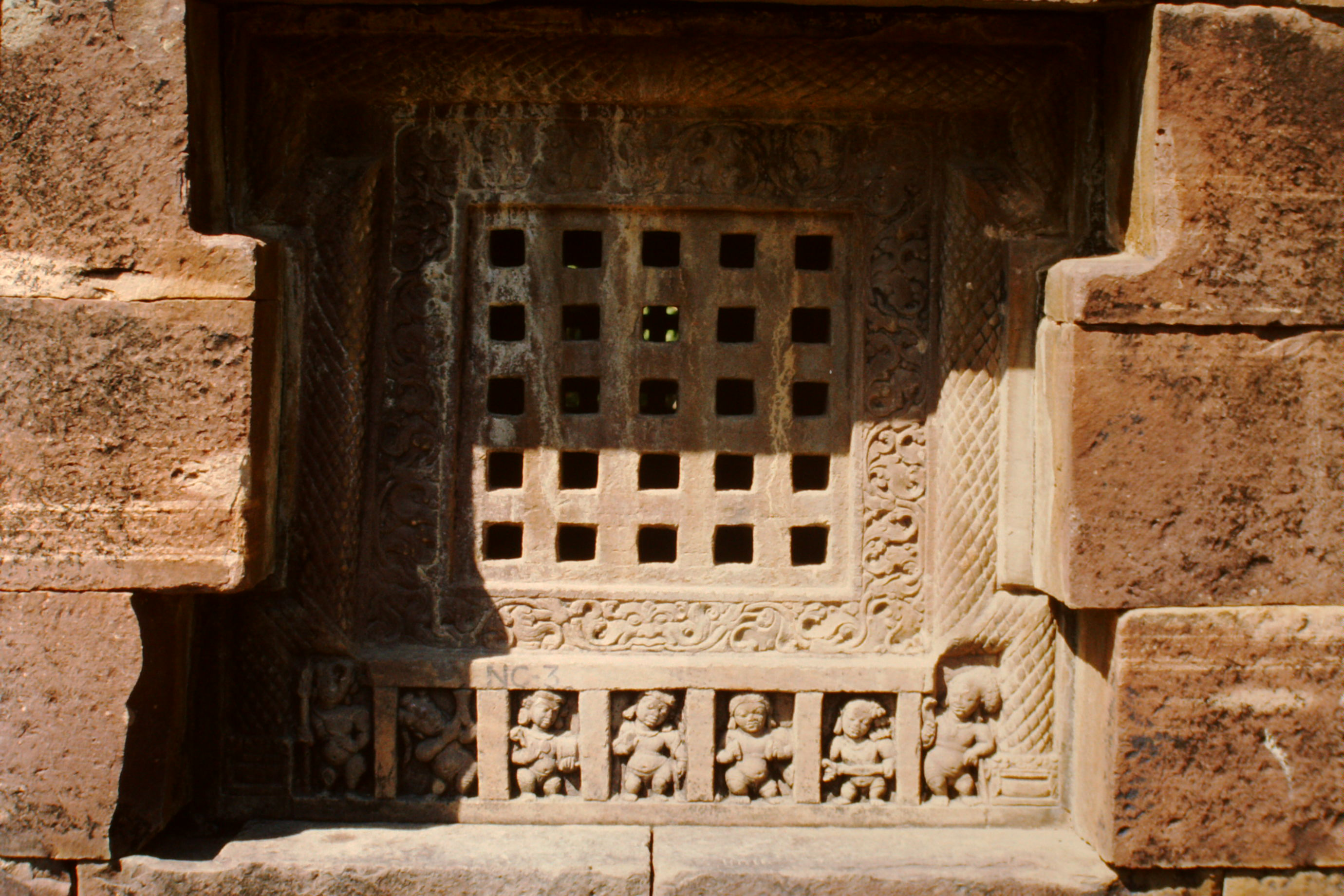
Nachna – Parvati-Tempel. Zwei der ältesten erhaltenen Jali-Fenster Indiens sind in die Außenwände der Cella eingelassen. Der untere Bereich zeigt musizierende und tanzende Ganas.

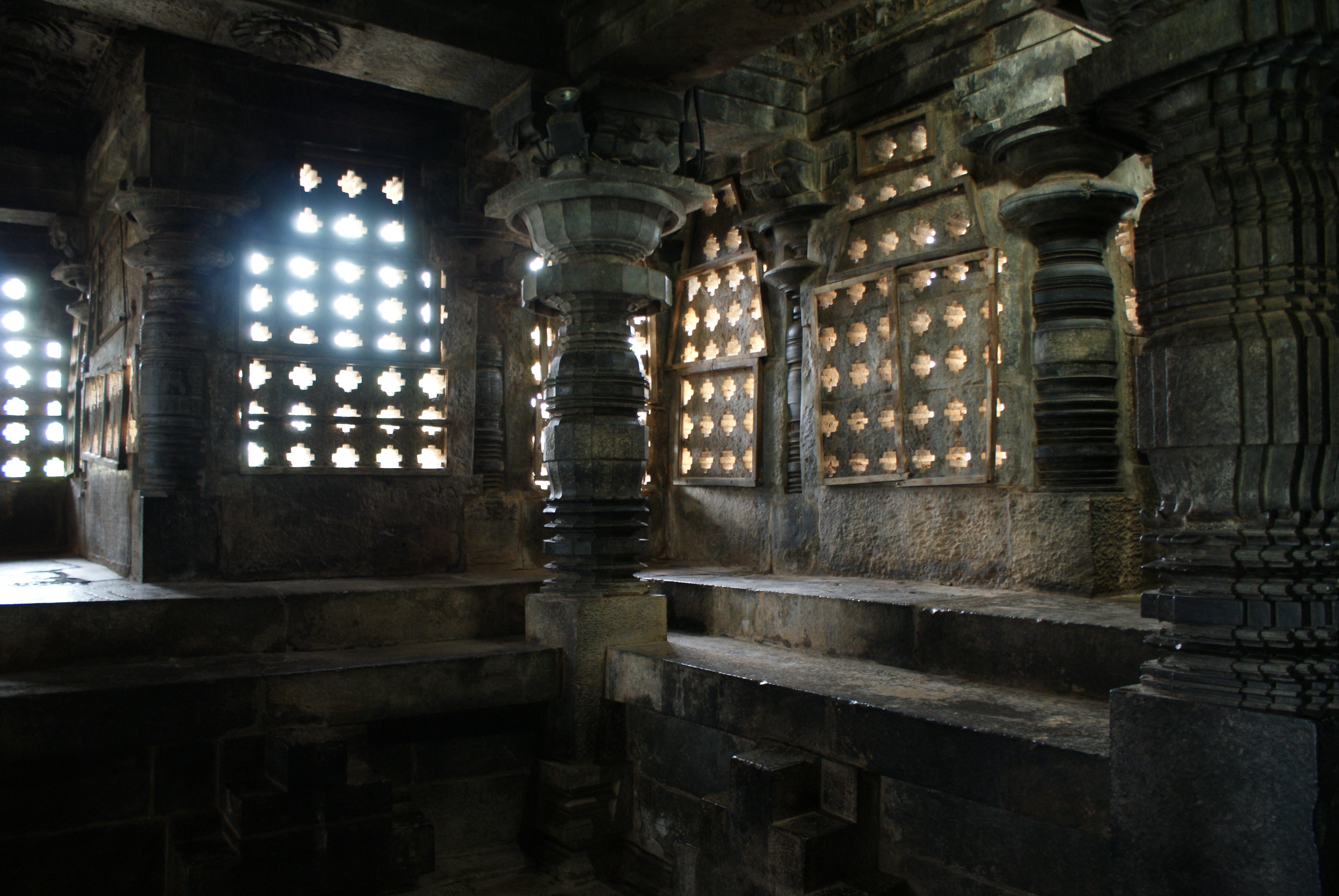
Der Shiva gewidmete Hoysaleshwara-Tempel in Halebid ist ein Höhepunkt der indischen Baukunst im 12. Jahrhundert. Die höhlenartige Wirkung in den halbdunklen Räumen wird durch mächtige gedrechselte Steinsäulen verstärkt.

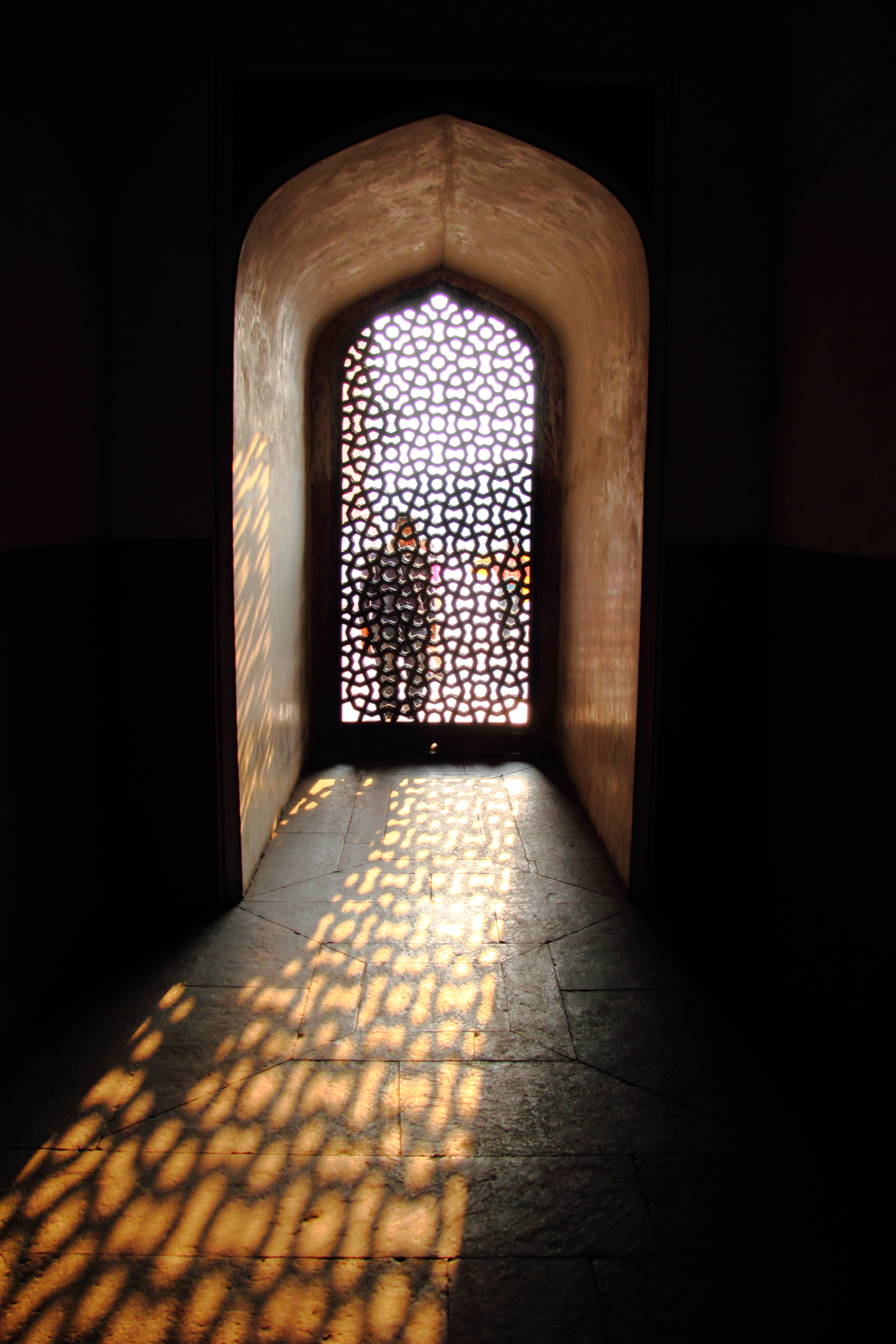
Jali-Fenster im Humayun-Mausoleum in Neu-Delhi

Die Gitterfenster in Indien hängen mit der Entwicklung des gemauerten hinduistischen Freibautempels zusammen, der im Kern und in seiner Grundform aus einer quadratischen Cella (garbhagriha) besteht. Dieser fensterlose, dunkle Altarraum enthält das Götterstandbild oder einen Lingam. Er geht in seinem Bedürfnis nach Weltabgeschiedenheit auf frühere Höhlentempel zurück. Die Sanskrit-Wörter garbha und griha bedeuten „Mutterleib“ (auch „Welthöhle“) bzw. „Haus“ – indische Tempel sind eine abbildende Kunst.
In der Abgeschiedenheit schufen Mönchsgemeinschaften der Jains, Buddhisten und Ajivikas Höhlentempel (chaityas) und Höhlenwohnungen (viharas). Ab dem 2. Jahrhundert v. Chr. sind solche frühen Höhlenklöster erhalten. Die Mönche übertrugen wahrscheinlich konstruktive Elemente einer früheren Holzarchitektur (Gebälk) und Gestaltungsdetails aus dem Holzbau wie Balkongeländer und Gitterfenster in eine zeitlos „versteinerte“ Form.
Der Gupta-zeitliche Tempel 17 in Sanchi (Zentralindien) mit einer kurzen Säulenvorhalle (mandapa) stammt aus dem 4./ Anfang 5. Jahrhundert und gilt als einer der ältesten erhaltenen Freibautempel Indiens (vgl. auch Gupta-Tempel). Eine von hier ausgehende Grundrisserweiterung führte im 5. Jahrhundert (Vor-Chalukya-Periode) am Lad-Khan, der zu einer Gruppe von Tempeln im südindischen Aihole gehört, zu einem Raum mit einem Nandi im Zentrum, der nun von einer doppelten Pfeilerreihe umgeben ist. Der schwer und felsenartig wirkende Bau ist an der westlichen Rückseite fensterlos, da hier die Kultikone für Shiva steht, besitzt an der Eingangsseite im Osten eine pfeilergetragene Vorhalle und an den beiden anderen Seiten jeweils drei Fensteröffnungen mit den wohl ältesten, sorgfältig gearbeiteten Fenstergittern an indischen Tempeln. Entsprechend diesen geometrischen Mustern lassen sich die Jalis an den ab dem Ende des 6. Jahrhunderts gebauten, aber teilweise schlechter erhaltenen Tempeln vorstellen, deren Cella in der weiteren Entwicklung von einem Umwandlungspfad (pradakshinapatha) umgeben ist.
Zu den frühesten erhaltenen Tempeln der Gupta-Zeit gehört der in der 2. Hälfte des 5. Jahrhunderts entstandene Mahadeva-Tempel im nordindischen Nachna (Distrikt Panna, Madhya Pradesh). Der aus groben Steinquadern aufgeschichtete Tempel mit einem Shikhara-Turmaufbau hat an drei Seiten Fenster mit in drei Streifen gegliederten, reliefierten Laibungen. Die Fensteröffnung ist senkrecht unterteilt durch zwei Steinsäulchen und hinter diesen gefüllt mit Jalis, die ein einfaches rechtwinkliges Flechtmuster bilden. Vom äußeren Rahmen bis zum Jali-Gitter ergibt sich so eine mehrfache Tiefenstaffelung. Auch der etwa gleichzeitig erbaute und versetzt gegenüber stehende Parvati-Tempel verfügt über zwei frühe Jali-Fenster, die in die Außenwände der Cella eingepasst sind.
Gegen Mitte des 7. Jahrhunderts und zu Beginn des 8. Jahrhunderts finden Jali-Fenster Eingang in südindische Tempel. Vor allem die Baumeister der in Badami ansässigen Chalukyas übernahmen die in Nordindien entwickelten Formen, wandelten sie nur geringfügig ab und verwendeten sie für ihre Tempelbauten: Hierzu gehören der Kumara-Brahma-Tempel und der Vira-Brahma-Tempel in Alampur, der Sivanandisvara-Tempel in Kadamarakalava sowie der Sangamesvara-Tempel in Kudaveli. Um diese Zeit traten Jalis als Spiel mit Licht und Schatten an den Cella-Außenwänden und auch an den Vorhallen (mandapas) der frühen Chalukya-Tempel von Aihole, Pattadakal und Mahakuta auf.
Vor der Höhle 15, der Dasavatara-Höhle in Ellora aus dem zweiten Viertel des 8. Jahrhunderts steht ein megalithischer Pavillon mit großformatigen geometrischen Jali-Mustern. Auf dem Hügel oberhalb von Shravanabelagola wurden ab dem 8. Jahrhundert eine Reihe von kleinen Jain-Tempeln (Basti, Basadi) mit dravidischem Dachaufbau errichtet. Der Chandragupta-Basti enthält zwei Jalis mit plastischen figürlichen Reliefs, die Szenen aus dem Leben des Jain-Heiligen Acharya Bhadrabahu (433 – um 357 v. Chr.) und des Maurya-Herrschers Chandragupta Maurya darstellen.
Jalis an indischen Tempeln erfüllen nicht nur eine dekorative Aufgabe und sorgen für einen gewissen Lichteinfall, der die mystische Erfahrung der Dunkelheit nicht beeinträchtigt, sie sollen auch die innere sakrale Sphäre des Tempels von der äußeren Welt trennen. Beim Gang durch die Portale der Vorhalle und der Cella geht der Gläubige an seitlichen Wächterfiguren vorbei, die symbolisch dieselbe abschirmende Funktion übernehmen. Mit der Ausbreitung der indischen Kultur nach Südostasien blieb die Baukunst der indischen Tempel im Prinzip erhalten und wurde regional weiterentwickelt. Bei den Khmer-Tempeln, die überwiegend im heutigen Kambodscha liegen, und den Cham-Tempeln in Vietnam übernahmen meist in die Fensterrahmen gestellte, gedrechselte Steinsäulen die Funktion der Jalis. Dagegen erlebten Jalis an Mandapas und den äußeren Umgängen der zahlreichen burmesischen Tempel von Bagan eine landestypische Gestaltung. Die aus dicken Ziegelwänden bestehenden Bagan-Tempel datieren in das 11. bis Anfang 13. Jahrhundert. Die dunklen Umgänge um die Cella mit Kraggewölbe und Nischen für Buddhafiguren erhalten wie beim Abeyadana- und beim Nagayon-Tempel durch steinerne Jalis etwas Licht.

### Jalis aus Stein an islamischen Kultbauten und Palästen

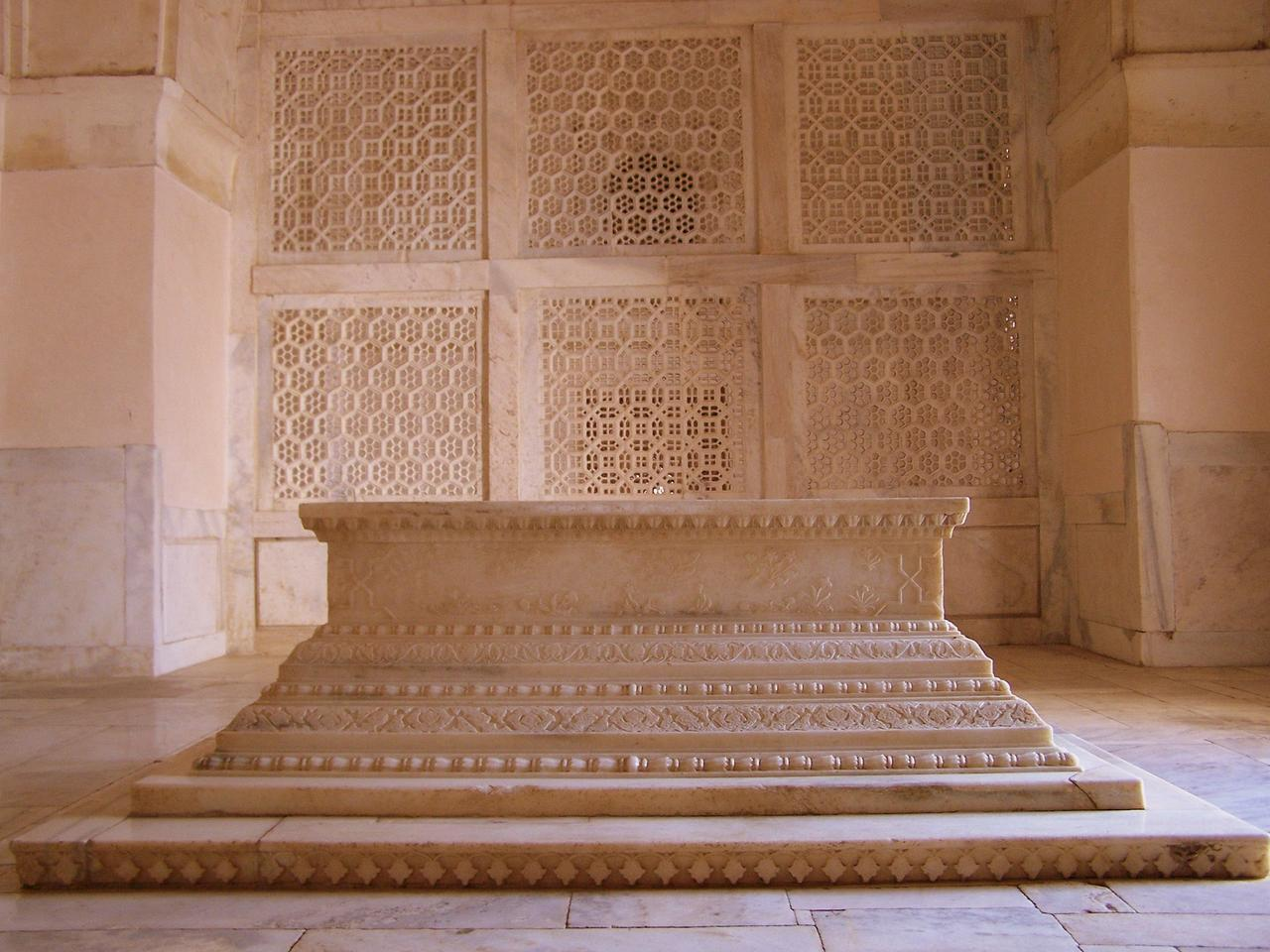
Akbar-Mausoleum in Sikandra, Kenotaph von Akbars Tochter und Jali-Trennwand aus Marmor

Zwischen den mittelalterlichen Hindutempeln und den Bauten der islamischen Herrscher gab es in der Konstruktion und Ornamentierung auf beiden Seiten architektonische Übernahmen. Von den Profanbauten der indo-islamischen Architektur in dieser Zeit ist wenig erhalten. Am etwa 1450 erbauten Badal Mahal-Tor in Chanderi im damaligen Sultanat Malwa ist ein für islamische Spitzbögen sehr ungewöhnlicher Einsatz eines Jalis zu sehen. Am oberen der beiden Bögen hängt ein vierteiliges Jali in der Form eines aufklappbaren Fensters und füllt die gesamte Bogenfläche aus.
Dieses Jali kann in seiner Funktion, einen Zwischenraum dekorativ auszufüllen, als Vorstufe für das um 1591/92 erbaute Charminar in Hyderabad gesehen werden. Der Torbau mit vier Kielbögen im Zentrum sich kreuzender Straßenachsen erhält seine dominierende Erscheinung durch Minarette an den Ecken, die das zur Durchfahrt vorgesehene Gebäude weit überragen. Um die Höhe der schlanken Türme optisch zu reduzieren, wurden sie durch auskragende, überdachte Balkone (jharokhas) gegliedert. Der zentrale Baukörper wurde hingegen durch zwei Etagen einer Fensterwand erhöht, die einen Raum zwischen den Türmen ausfüllen und durch die eingefügten Jalis zugleich transparent erscheinen lassen. Am Charminar wurden erstmals Brüstungswände am Dach, die bisher mit Zinnen abschlossen, durch Jalis gestaltet. An nachfolgenden Gebäuden in Hyderabad finden sich Zinnen und bevorzugt Jalis, oft in Kombination. Die Mausoleen der Qutub-Schahi-Dynastie aus dem 16. Jahrhundert sind überkuppelte Zentralbauten. Einige haben von Zinnen bekrönte umlaufende Balkonbrüstungen mit Jali-Feldern darin, ebenso die im Laufe des 17. Jahrhunderts in Hyderabad fertiggestellte Mecca Masjid (Mekka-Moschee).
Einen Höhepunkt in der Gestaltung von Jalis kurz vor Beginn oder am Anfang des Mogulreichs stellt die Sidi-Saiyad-Moschee in Ahmedabad dar, die 1515 oder 1572 beendet wurde. Die nach ihrem Erbauer Scheich Sayid Sultani benannte kleine Hofmoschee ist an drei Seiten von Sandsteinmauern umgeben, deren Spitzbogenfenster durch kunstvolle Jalis aus Marmor geschlossen sind. In dem filigranen Jali-Gitterwerk ranken sich Blumen und die Äste eines Baumes.

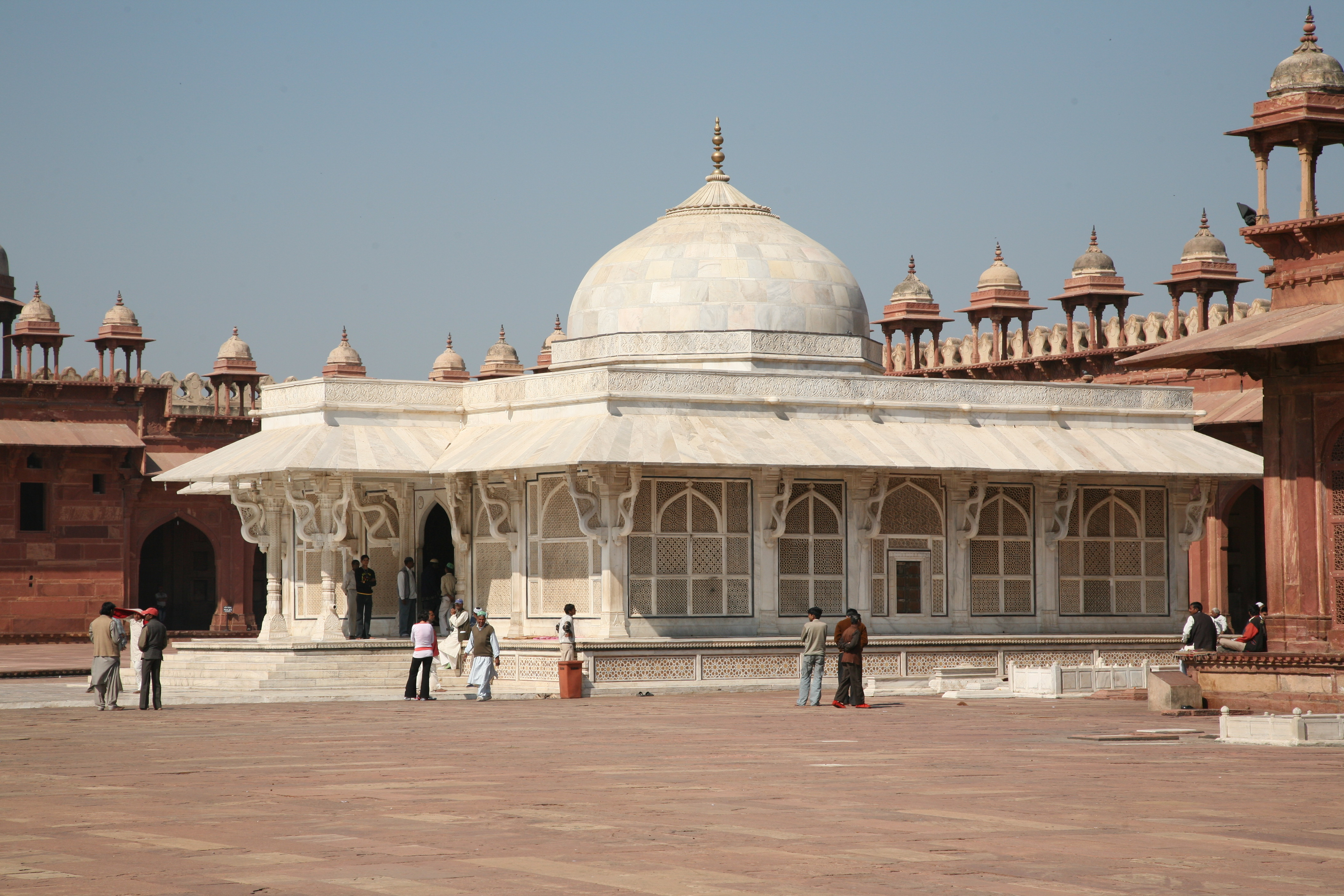
Mausoleum des Salim Chishti in Fatehpur Sikri

In der ehemaligen Hauptstadt des Mogulreichs Fatehpur Sikri sticht unter den aus rotbraunem Sandstein errichteten Palastanlagen das eingeschossige kleine Mausoleum des Salim Chishti im Innenhof der Jama Masjid hervor, das rein aus weißem Marmor besteht. Das pavillonartige quadratische Gebäude mit 15 Meter Seitenlänge ließ Akbar zu Ehren des Sufi-Heiligen Scheich Salim zwischen 1571 und 1580 errichten. Auf allen vier Seiten und durch einen ausladenden Dachvorsprung geschützt bestehen die Wände fast ausschließlich aus raumhohen Jali-Gittern, deren feinste Netzstruktur im Innern vom Tageslicht zu winzigen weißen Punkten aufgelöst wird.
Das Akbar-Mausoleum in Sikandra, einem Vorort von Agra, wurde um 1600 begonnen und inschriftlich 1612–1614 fertiggestellt. Im Mausoleum aus rotem Sandstein und am breiten, mehrstufigen Torbau sind große kielbogenförmige Fenster in einzelne Felder mit geometrischen Jali-Gittern aus Marmor gegliedert.

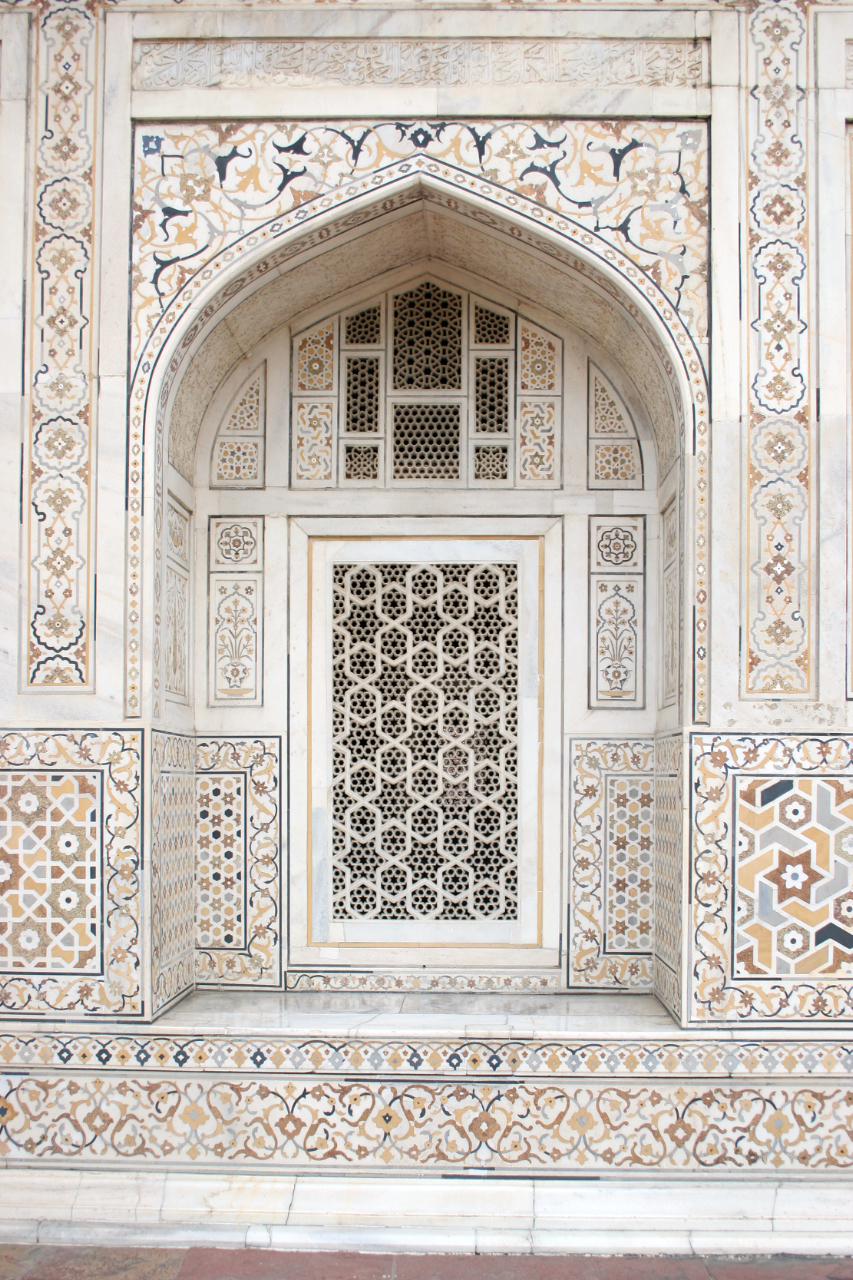
Itmad-ud-Daulah Mausoleum in Agra, Jali aus Marmor, Wandgestaltung mit Inkrustationen

Das um 1626 fertiggestellte Itmad-ud-Daulah Mausoleum am linken Ufer der Yamuna in Agra ist ein eingeschossiges quadratisches Gebäude mit einem kleinen aufgesetzten Pavillon mit flacher Kuppel (Baradari). Itimad-ud-Daula (Mirza Ghiyas Beg) war der Vater von Jahangirs Frau Nur Jahan. Waren die frühen Mogul-Bauten noch überwiegend aus rötlichem Sandstein hergestellt, besteht dieses Grabmal aus weißem Marmor mit eingelegten mehrfarbigen Mosaiksteinen (Pietra dura). Es bildet den Übergang zum verfeinerten, mehr persisch beeinflussten Mogulstil im 17. Jahrhundert, dessen Höhepunkt das Taj Mahal darstellt. Das Licht tritt durch Jalis mit sternförmigen und sechseckigen blütenartigen Mustern herein.
Das Taj Mahal wurde nach dem Tod von Shah Jahans Hauptfrau Mumtaz Mahal 1632 begonnen und 1648 fertiggestellt. In dem ganz aus weißem Marmor erbauten Mausoleum erfüllen die floralen Muster der Jalis ihre dekorative Aufgabe der Flächengestaltung zusammen mit den Marmoreinlegearbeiten in Pietra-dura-Technik, die in Indien Parchin kari genannt wird. Wandschirme sind in Streifen abwechselnd mit Jalis und Mosaiken mit Schmucksteinen gestaltet, selbst die größeren Formen der Jalis wurden mit realistischen Blumenmosaiken ausgefüllt. Die Beherrschung der Fläche durch vollständige ornamentale Ausgestaltung (in der Kunstgeschichte als horror vacui bezeichnet) ist ein Merkmal der zentralasiatischen und arabischen Architektur und Kalligraphie und symbolischer Ausdruck von Macht.

### Jalis aus Holz und Stein an indischen Palästen und Stadthäusern
Neben der Aufgabe, einen sakralen Raum zu schaffen und als Ornament eine Architektur zu gestalten, sorgen Jalis für einen vor der Außenwelt geschützten, nicht einsehbaren Wohnbereich und passen das Gebäude durch die Kontrolle von Sonne und Wind den klimatischen Gegebenheiten an. Die an den frühen indischen Tempeln entwickelten Jalis wurden von Muslimen und Hindus auch in der Profanarchitektur übernommen.
In der nordindischen Oberschicht beider Religionsgemeinschaften gab es einen abgeschiedenen, für die Frauen reservierten Teil des Hauses, der in Indien als zenana bezeichnet wird, ähnlich dem Ḥarām arabischer Länder. Dem System der Absonderung lag die Vorstellung von Parda (wörtlich „Vorhang“) zugrunde. Damit war über die Geschlechtertrennung hinausgehend ein umfangreicher Ehrkodex für die vornehmen Frauen verbunden, die sich nur selten außerhalb des Hauses bewegten. Jalis konnten die Rolle als „Vorhang“ übernehmen und es ihnen ermöglichen, ein öffentliches Ereignis zu beobachten, ohne selbst gesehen zu werden. Sie dienten innerhalb des Gebäudes als Sichtblende zum Bereich der Männer (mardana). Hinter diesen Jalis konnten die Frauen – meist in den oberen Etagen – die offiziellen Veranstaltungen (darbar) verfolgen. In den Palästen Rajasthans bestanden diese Sichtblenden aus nur fünf Zentimeter dicken Sandsteinplatten, die zu feinen geometrischen Gittern ausgesägt waren. Häufig stellten sie Vasen dar, aus denen Pflanzen herauswachsen: einen Lebensbaum als das altindische Fruchtbarkeitssymbol (purnaghata).

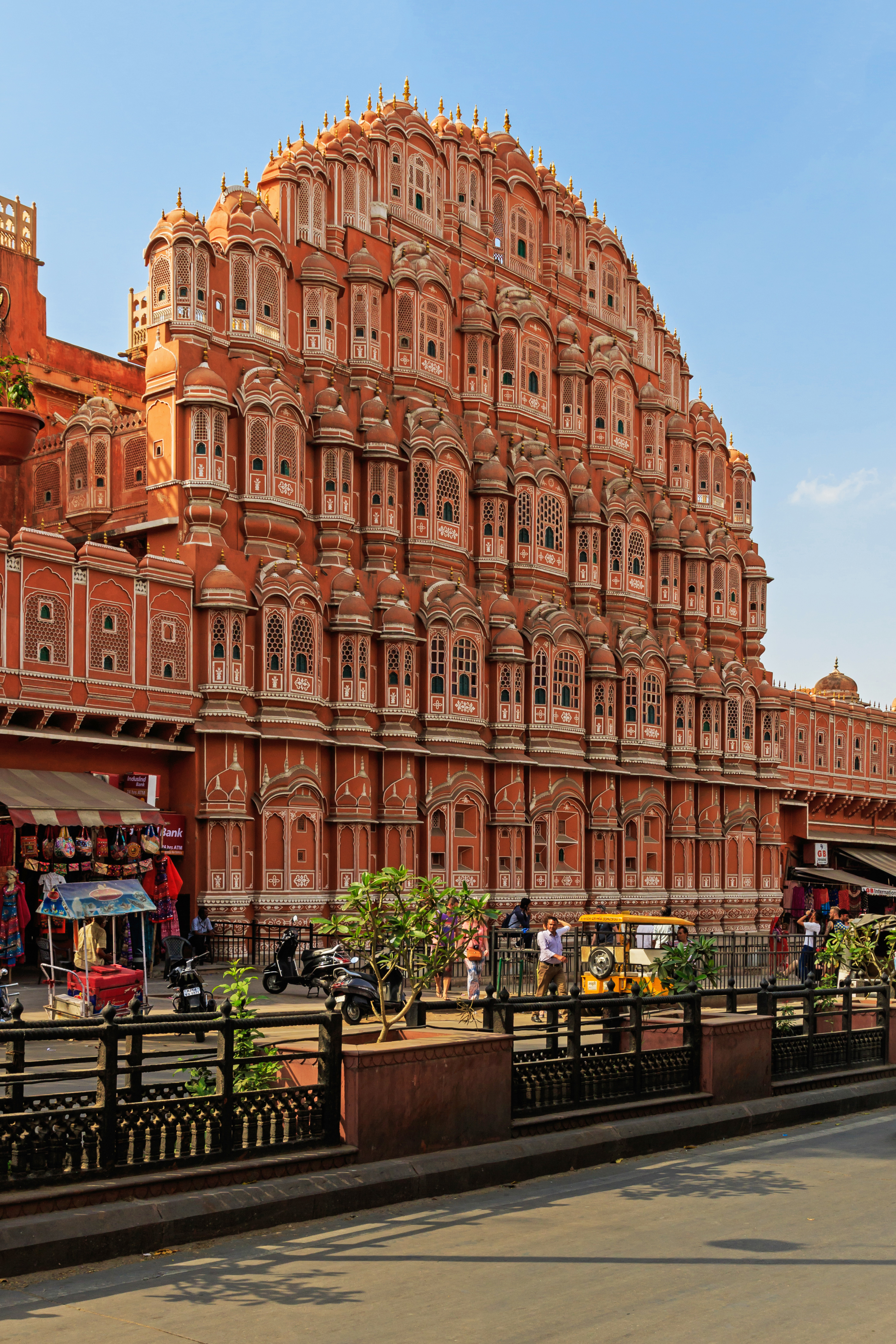
Hawa Mahal in Jaipur

Das bekannteste Beispiel einer Palastanlage für Frauen ist der Hawa Mahal, „Palast der Winde“, in Jaipur von 1799. Die Fassade zur Straßenseite besteht aus dicht nebeneinanderliegenden, halbrund aus der Fläche tretenden, mit bengalischen Dachformen (bangaldar) überkuppelten Erkern (jarokas), die im Gesamten eine sehr lebendige Struktur ergeben. Der Name bezieht sich auf die wabenartigen Jalis in diesen jarokas, die den Wind frei durchziehen lassen. Der fünfgeschossige Bau aus rötlichem Sandstein diente nicht als Wohnpalast, sondern erlaubte den Damen, sich die Feierlichkeiten auf dem zentralen Platz anzusehen. Die oberen drei Geschosse bestehen nur aus den Räumen in der Fassade und dahinterliegenden Treppenaufgängen und Plattformen.
Fest installierte Jalis wurden in Palästen als etwa 45 Zentimeter hohe Barriere eingesetzt, die den Sitz einer Autoritätsperson oder einen Thron umzäunte und sie so während einer Audienz von Bittstellern abgrenzen konnte.
Rundplastische und aufwendig gestaltete Jalis aus Holz sind im westlichen Indien, vor allem in Gujarat und Rajasthan an Stadthäusern von Händlern und Großgrundbesitzern aus dem 19. Jahrhundert erhalten. Dem heißen und trockenen Klima sind diese Haveli genannten Wohneinheiten durch Innenhöfe, Wärme speichernde dicke Massivbauwände und verschattende Fenster angepasst. Hinzu kommen bis über 3,5 Meter hohe Räume und Säulenvorhallen, die tagsüber und bei Regen als Aufenthalt dienen. Jalis und hölzerne Fenstererker (jarokas) werden tagsüber wegen der Hitze und wegen Sandwinden durch dicke hölzerne Läden verschlossen. Nachts werden sie geöffnet, um kühle Luft durchzulassen. In der Wüstenstadt Jaisalmer haben die Havelis bis zu halbmeterdicke Wände aus hellgelben, fugenlos verlegten Sandsteinquadern und in den oberen Etagen aus fünf Zentimeter dicken Kalksteinplatten gefertigte Jalis mit geometrischen Mustern an den Fenstern und Balkonbrüstungen.
Das spätmittelalterliche Handwerkszentrum für die Holzbearbeitung im nordwestlichen Indien lag in Patan (Gujarat). Die bunt bemalten Holzschnitzereien übernahmen islamische Motive und kopierten die Steinskulpturen an den Jain-Tempeln von Gujarat, besonders die des 11. Jahrhunderts. Die traditionellen hölzernen Jarokas der Stadthäuser ragen halbrund oder vieleckig aus der Fassade und werden von Streben, die von einer Konsole ausgehen getragen. Zum Hausbau und für die Dekorelemente wurde überwiegend Zypressen- oder Zedernholz verwendet. Die feinsten, plastisch geformten Blattranken und Blumenmotive sind an den Balkonen, Türen und Fenstern des ersten Obergeschosses zu sehen, während für die Öffnungen im Erdgeschoss aus Sicherheitsgründen bei jüngeren Häusern Metallgitter verwendet wurden.
Die im heutigen Pakistan gelegene Region Punjab hat einen relativ wenig bekannten regionalen Architekturstil hervorgebracht, der sich in den Kulturzentren Lahore und Multan entwickelte und auch nach dem Einfall der zentralasiatischen islamischen Ghaznawiden im 11. Jahrhundert einheimische indische Formelemente beibehielt. Besonders bei der Architektur von Wohngebäuden und Palästen glichen sich die fremden Herrscher den indischen Stilen und Bautraditionen an, wie sie in den Shilpa Shastras (altindische Abhandlungen zur Baukunst) festgelegt sind. Ein wesentliches Stilelement waren Fenstergitter aus Holz, die grundsätzlich nicht aus gedrechselten Elementen bestanden, sondern vergleichbar den steinernen Jalis aus massiven Holzplatten geschnitten wurden. Diese bis zum Anfang des 20. Jahrhunderts gefertigten Gitterwerke mit kleinteilig gegliederten sternförmigen Grundmustern werden im Punjab Pinjra oder Mauj genannt. Die andere Methode, einzelne Holzleisten zusammenzustecken, kam im Punjab ebenfalls zum Einsatz.
Im waldreichen Kaschmir war Holz der traditionelle Baustoff für Wohnhäuser und Paläste. Der lokale Architekturstil hat mehrgeschossige Veranden an den Häusern, vorkragende Dächer und gedrechselte Jalis an den Balkonbrüstungen und Klappläden hervorgebracht. Beim Khanquah (Wohnort eines Sufi-Scheichs und Versammlungszentrum seiner Anhänger, vergleiche Tekke) von Shah Hamadan in Srinagar, der nach seinem Baustil und ursprünglichen Verwendungszweck in das 15. bis 17. Jahrhundert zu datieren ist, bestehen die Wände aus Lagen von unverbundenen Holzbalken, deren Zwischenräume mit Ziegeln gefüllt sind. Die Fenster sind durch Jalis aus schmalen Holzstäben in sechseckigen und fächerförmigen Mustern gestaltet. Letztere Formen könnten bei dem heute als Moschee genutzten Gebäude auf buddhistischen Einfluss zurückgehen.

### Moderne Verwendung von Jalis
Die klimatischen Vorteile von Jalis, Sonnenblenden (chujjas) oder Fenstererkern (jarokas) wurden von einigen Architekten im 20. Jahrhundert wieder aufgegriffen. Die von Le Corbusier an seinem Sekretariat von Chandigarh oder am dortigen Justizpalast (1955 fertiggestellt) den Fensterfassaden vorgebauten Gitterraster aus Beton übernehmen das Prinzip der Jalis, indem sie für Verschattung sorgen und den Wind leiten.
Eine Bewegung innerhalb der modernen Architektur in Indien verwendet seit der zweiten Hälfte des 20. Jahrhunderts in einer Rückbesinnung auf indische Traditionen nicht mehr nur indische Formelemente als Kopie zur Dekoration, sondern versucht, diese in ihrer ursprünglichen Funktion einzubinden. Der indische Architekt Raj Rewal setzte an mehreren seiner öffentlichen Gebäude und Wohnsiedlungen aus lehmbraunem Sichtbeton Verschattungen in schmalen Rastern vor die Fassaden, deren Funktion von Jalis abgeleitet ist.
Die soziale Architektur von Laurie Baker verband die Tradition mit einer kostengünstigen Bauweise, bei der teilweise gebrauchte Materialien zum Einsatz kamen. So entstanden Gebäude mit durchbrochenen Ziegelsteinwänden in der Manier von Jalis, deren Öffnungen zur Durchlüftung dienen und dramatische Licht-Schatten-Effekte im Innern erzeugen.
Auch außerhalb Indiens berufen sich Architekten auf die Tradition der Jalis, wenn unabhängig von den überlieferten Formen und nur teilweise mit denselben Funktionen Großprojekte wie ein Hotel in Dubai gestaltet werden. In Repräsentationsarchitektur wie bei der 2001 erbauten indischen Botschaft in Berlin werden Jalis bewusst als Symbol für die traditionelle indische Handwerkskunst eingesetzt, die mit dem Rückgriff auf die Palastarchitektur aus der Zeit des Mogul-Reiches auf eine Zeit der Stabilität und Prosperität Indiens verweisen.

## Weitere Bezeichnungen
Als Roshan (Rushan, Rawashin) wurden während der Mamluken-Zeit (1250–1517) in der gesamten islamischen Welt die traditionellen Holzfenster bezeichnet. Später haben sich regional unterschiedliche Namen eingebürgert. So gibt es Formen von Jalis außerhalb des indischen Kulturraumes unter dem weit verbreiteten Begriff Maschrabiyya auch im Nahen Osten und in Nordafrika. Im engeren Sinn gibt es Maschrabiyyas in Ägypten und im übrigen Nordafrika, während mit Roshan speziell die Erkerfenster an den Handelshäusern der Hafenstädte am Roten Meer wie Dschidda und Sawakin bezeichnet werden. Im Irak heißen Jalis Shanashil und in Syrien Koshke. Letzteres Wort ist arabisch كشك, DMG košk, heißt auf Türkisch köşk, wovon das deutsche Wort Kiosk abstammt und meinte ursprünglich einen teilweise an den Seiten geöffneten Gartenpavillon, der mit geschnitzten Holzfenstern aufwendig verziert war. Der türkische Einfluss während des osmanischen Reiches brachte im 16. und 17. Jahrhundert Sommerhäuser (kushk), in denen die Frauen durch die Fenster sehen konnten, ohne gesehen zu werden, in die Palastgärten des Jemen.

## Herstellung der Stein-Jalis

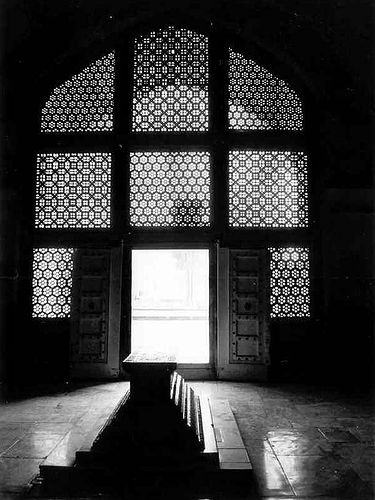
Mausoleum von Akbar I. in Sikandra, Akbars Sarkophag, dieselbe Jalis wie oben im Gegenlicht

Die Perforation der Jali erfordert wegen der hohen Bruchgefahr dünner Steinplatten eine hohe kunsthandwerkliche Fertigkeit. Als Steinmaterial wurden früher ausschließlich Weichgesteine wie Marmore und Sandsteine verwendet; Hartgesteine können erst verwendet werden, seit der Einsatz von Wasserstrahlsystemen das Ausschneiden der Muster aus dem Gestein ermöglicht.

### Historische Herstellung
Das Jali wird entweder durch Perforieren einer massiven Steinplatte oder durch Einfügen von steinernen Gitterelementen hergestellt. Üblich waren bei den kostbaren Jalis aus der Zeit der Mogulherrscher auch Inkrustationen mit Schmucksteinen.
Die ursprüngliche Herstellung von Jalis war reine Handarbeit. Die kunsthandwerkliche Beherrschung der Steinbearbeitung durch indische Steinmetze reizte die Möglichkeiten der mechanischen Bearbeitung des steinernen Materials bis an die Grenzen seiner Belastbarkeit aus. Ein fehlerhafter Stoß oder falscher Arbeitsvorgang, und das Jali konnte in Splitter zerfallen. Um die Muster herauszuformen, wurden handgetriebene Bohrer eingesetzt, ferner Feilen und Raspeln, meist sehr einfache, aber speziell und individuell hergestellte Werkzeuge. Zur Kühlung und Optimierung der Werkzeugwirkung wurde teilweise Wasser hinzugegeben. Die historische Anfertigung und Einpassungen der unterschiedlich farbigen Steinmaterialien und Schmucksteine, die eingelegt wurden, erforderte eine ebenso hohe kunsthandwerkliche Beherrschung. Sollte eine Politur der Steinoberflächen erzeugt werden, musste Marmor für das Jali verwendet werden, da es nur wenige Sandsteine gibt, die eine Teilpolitur annehmen.

### Herstellung mit Wasserstrahlschneidetechnik
Mit der Einführung der Wasserstrahlschneidemaschinen Ende der 1990er Jahre können Jali-Formen durch einen Wasserstrahl mit Drücken bis zu 6000 bar und Austrittsgeschwindigkeiten an den Düsen bis zu 1000 m/s aus Natursteinplatten herausgeschnitten werden. Dem Wasserstrahl werden zur Optimierung seiner Schneidwirkung Abrasivstoffe wie Granulate beigemischt. Diese Maschinen sind CNC-gesteuert, und die Muster werden mit Unterstützung von CAD-Systemen gezeichnet.
Insbesondere der Bauboom in den arabischen Ländern hat zu einem verstärkten Verbau von Jali-Ornamentik und zum vermehrten Einsatz von Wasserstrahlsystemen geführt. Die exklusiven Jali-Platten, die mit modernster Technik hergestellt werden, erreichen jedoch nicht die Lebendigkeit, Originalität und Wirkung der erhabenen und vertieften Flächen und im Querschnitt profilierten Stäbe von historischen Jalis. Die frühere kunsthandwerkliche Tätigkeit schuf einmalige Artefakte.